# Věnec
Der Věnec (deutsch Wienec, auch Wienetz) ist ein 765 m hoher Berg in Tschechien. Er liegt sieben Kilometer nordwestlich von Vlachovo Březí an der Grenze der Katastralbezirke Lčovice, Hradčany und Zálezly im Böhmerwaldvorland. Auf dem Berg befand sich eine der größten prähistorischen Burgstätten in Böhmen. Sein Name, der im deutschen Kranz bedeutet, leitet sich von der Burgwallanlage her.

## Lage und Umgebung
Der Věnec mit seinem Nebengipfel Pržmo erhebt sich an der Bahnstation Lčovice rechtsseitig über dem Tal der Volyňka. Östlich wird der bewaldete Berg vom Radhostický potok und im Westen vom Hradčanský potok umflossen. Nach Süden hin erstreckt sich das Freigebirge Brdo. Am Nordhang befinden sich die Quellen Keltský pramen, Pramen pod Věncen und Studánka. Am nördlichen Fuße verläuft die Bahnstrecke Strakonice–Volary. Zu Füßen des Věnec liegen die Orte Lčovice, Malenice, Zálezly, Kovanín, Setěchovice, Bolíkovice, Libotyně, Radhostice, Budilov, Bošice, Hradčany und Čkyně.

## Keltische Burgstätte
Auf dem Věnec befand sich während der späten Hallstattzeit und der Latènezeit zwischen dem 5. Jahrhundert v. Chr. und dem 1. Jahrhundert eine keltische Burgstätte. Sie wird mit drei weiteren kleineren Anlagen bei Němětice, Libětice und Třebohostice der Věnec-Gruppe zugerechnet. Die Anlage bestand aus einer Akropolis auf dem Gipfel sowie zwei Vorburgen. Die Akropolis nahm eine Fläche von 0,5 ha ein und war auf ihrem Umfang von 281 m teils durch eine 10–15 m hohe Felswand bzw. von einem mächtigen bis zu 10 m hohen Steinwall umgeben. Die Vorburgen waren ebenfalls durch bis zu 5 m hohe Steinwälle umgeben. Insgesamt dehnte sich die Anlage über 8,2 ha aus, die Befestigungsanlagen haben einen Außenumfang von 1529 m.
Funde wertvoller fremdländischer Bronzegürtel lassen vermuten, dass die Burgstätte Sitz eines mächtigen Fürsten war, zu dessen Herrschaftsgebiet auch Němětice, Libětice und Třebohostice gehörten. Möglicherweise lag die Burgstätte an einem wichtigen Handelsweg zwischen dem Salzkammergut und dem Donauraum. Wegen der Ausdehnung der Anlage wird angenommen, dass sie in Zeiten von Kriegen und Unruhen nicht nur der Verteidigung, sondern auch als Zufluchtsort der keltischen Bevölkerung des Böhmerwaldvorlandes diente. Sie wurde zu Beginn des 1. Jahrhunderts für immer verlassen, jedoch nicht zerstört.
Die vom Neuhauser Archivar František Teplý zu Beginn des 20. Jahrhunderts aufgestellte These, dass der Věnec ein Sitz des Markomannenkönigs Marbod gewesen sein könnte, wird von der heutigen Geschichtsschreibung verworfen.
Im Jahre 1958 wurde die Anlage zum Kulturdenkmal erklärt. Zudem ist sie archäologisches Schutzgebiet. Eine systematische archäologische Untersuchung ist noch nicht erfolgt.

## Spätere Geschichte
Zwischen dem 13. und 14. Jahrhundert setzte eine systematische Besiedlung und Rodung der Urwaldgebiete durch Künische Freibauern ein. Im ersten künischen Privileg Königin Elisabeths von Böhmen von 1314 wurden u. a. die Dörfer Bošice, Budilov, Hradčany und Záhoří aufgeführt. Über das Freigebirge Brdo verlief ein mittelalterlicher Handelsweg des Goldenen Steiges, der von der Landesgrenze bei Kunžvart über Horní Vltavice, Pravětín, Trhonín, Láz, südlich des Věnec über den Pržmo, und schließlich über Zlešice nach Volyně führte. Am südlichen Fuße des Věnec ist bei Budilov ein Künischer Meilenstein (Královácký mezník) aus dem 17. Jahrhundert erhalten. Bei Sommer wird der Berg in der Mitte des 19. Jahrhunderts noch für seine Schöne Aussicht gerühmt. Diese bietet der inzwischen vollständig bewaldete Gipfel heute nicht mehr.